# Lý thuyết hỗn loạn

Hàm Weierstrass, một loại hình phân dạng mô tả một chuyển động hỗn loạn

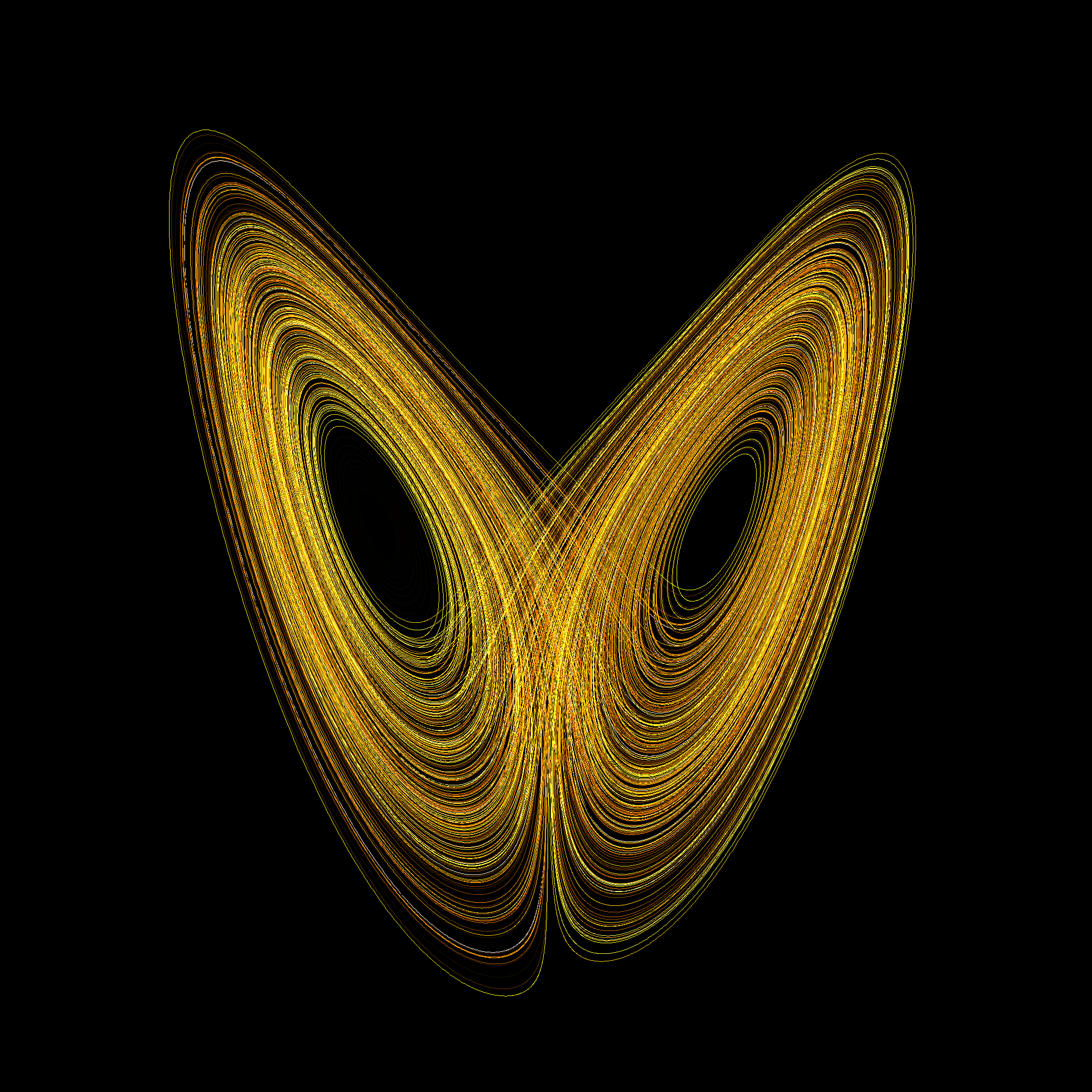
Quỹ đạo của hệ Lorenz cho các giá trị r = 28, σ = 10, b = 8/3

Thuyết hỗn loạn hay thuyết hỗn mang (chaos theory) là một lĩnh vực nghiên cứu trong toán học và được ứng dụng vào các ngành khoa học khác như vật lý, cơ khí, kinh tế, sinh học, triết học...
Thuyết hỗn loạn nghiên cứu hành vi của các hệ thống động lực (dynamical system) nhạy cảm với điều kiện ban đầu, chúng là những hệ thống phi tuyến tính (non-linear) hoặc có số chiều không gian không giới hạn. Những hệ thống này được đặc trưng bởi tính chất "hỗn loạn" và sự nhạy cảm của các hệ thống đó thường được nhắc đến như là hiệu ứng cánh bướm (butterfly effect) - một hiện tượng được tìm ra bởi Edward Lorenz. Với đặc tính này, những biến đổi quan sát được của các hệ thống vật lý có biểu hiện hỗn loạn trông có vẻ ngẫu nhiên, dù mô hình mô tả của hệ thống là 'xác định' theo nghĩa là được định nghĩa chính xác và không chứa những tham số ngẫu nhiên. Những biến đổi này có thể được dự đoán trước bằng những phương trình tất định đơn giản (simple deterministic equation).
Về mặt ngữ nghĩa, từ "hỗn loạn" (chaos từ tiếng Hy Lập χάους) trong ngữ cảnh khoa học mang nghĩa khác với thông thường được sử dụng là trạng thái lộn xộn, thiếu trật tự. Từ hỗn loạn trong thuyết hỗn loạn ám chỉ một hệ thống có vẻ như không có trật tự nào hết nhưng lại tuân theo một quy luật hoặc nguyên tắc nào đó.
Một vài ví dụ của những hệ thống nhạy cảm với điều kiện ban đầu là khí quyển Trái Đất, hệ mặt trời, kiến tạo học, đối lưu chất lỏng, kinh tế, tăng trưởng dân số...

## Mô tả về thuyết hỗn loạn

### Định nghĩa
Một hệ thống động lực {\displaystyle (T,X,f)} là hỗn loạn nếu như tồn tại một hàm {\displaystyle f} bất biến trên tập {\displaystyle Y\subseteq X}, nghĩa là {\displaystyle \forall t\in T} và {\displaystyle \forall y\in Y}, thì {\displaystyle f(t,y)\in Y}. Hàm {\displaystyle f} phải thỏa mãn các tính chất sau:
1. {\displaystyle f} nhạy cảm với điều kiện các ban đầu của {\displaystyle Y}
2. {\displaystyle f} là hàm chuyển trạng thái topo trên {\displaystyle Y} thỏa mãn điều kiện:
Giả sử có các tập mở (open set) {\displaystyle U,V\in X} với {\displaystyle U\cap Y\neq \emptyset \neq V\cap Y}, tồn tại một {\displaystyle t>0} sao cho {\displaystyle f(t,U)\cap V\neq \emptyset }.
3. Các quỹ đạo tuần hoàn của {\displaystyle f} là trù mật trên {\displaystyle Y}

Hoặc bằng cách diễn giải thông thường, ta nói một hệ thống động lực là hỗn loạn nếu nó mang các tính chất sau đây:
- nhạy cảm với điều kiện ban đầu (hay phải đáp ứng được hiệu ứng cánh bướm);
- quỹ đạo chuyển động tuần hoàn của hệ thống phải trù mật (dense);
- hòa lẫn nhau theo nghĩa topo (topologically mixing).

### Sự vận động mỏ hỗ
Sự nhạy cảm với các điều kiện ban đầu nghĩa là hai điểm trong một hệ như vậy có thể di chuyển trên những quỹ đạo hoàn toàn khác biệt nhau trong không gian pha của chúng ngay cả nếu như sự khác nhau trong cấu hình ban đầu của chúng là rất nhỏ. Hệ này hành xử hoàn toàn giống nhau nếu như cấu hình ban đầu của chúng là giống nhau một cách chính xác. Một ví dụ về độ nhạy cảm như vậy là hiện tượng gọi là "hiệu ứng bướm", khi mà vẫy cánh của một con bướm được tưởng tượng là tạo ra những thay đổi nhỏ trong khí quyển mà sau một quãng thời gian đủ lớn sẽ tạo nên những thay đổi lớn như là một cơn bão có thể xảy ra. Cái vẫy cánh của con bướm biểu diễn một thay đổi nhỏ trong trạng thái ban đầu của hệ tạo ra một chuỗi các sự kiện để dẫn đến những hiện tượng ở phạm vi rộng lớn hơn như là một cơn bão. Nếu như một con bướm đã không vẫy cánh, quỹ đạo của hệ có thể rất khác xa. Các ví dụ phổ biến khác của các chuyển động hỗn loạn là sự pha trộn của thuốc nhuộm và các dòng khí chuyển động hỗn loạn.
Sự nhạy cảm đối với điều kiện ban đầu liên quan đến hàm mũ Lyapunov.

### Hòa trộn topo
Hòa trộn topo (topological mixing) hay chuyển trạng thái topo (topological transitivity) nghĩa là khi ta áp dụng phép biến đổi lên bất kì một đoạn bất kì {\displaystyle I_{1}} sẽ làm nó mở rộng ra cho đến khi đó chồng lên với một đoạn cho trước bất kì {\displaystyle I_{2}}.
Tính hòa lẫn nhau, các điểm tuần hoàn trù mật, và sự nhạy cảm đối với điều kiện ban đầu có thể mở rộng ra bất kì không gian metric nào.

### Vùng thu hút
Một cách để nhìn thấy các chuyển động hỗn loạn, hay bất kì một thứ chuyển động nào, là vẽ sơ đồ pha của chuyển động đó. Trong một sơ đồ như vậy thời gian không được biểu diễn và mỗi trục đại diện cho một chiều của trạng thái. Chẳng hạn, ta có thể vẽ vị trí của một con lắc so với vận tốc của nó. Con lắc ở điểm dừng sẽ được vẽ bằng 1 điểm và một con lắc tuần hoàn lắc lư qua lại sẽ được vẽ bằng một đường cong khép kín. Khi một sơ đồ làm thành một đường cong khép kín, đường cong đó được gọi là một quỹ đạo. Con lắc của chúng ta có vô số quỹ đạo, tạo thành một vết các hình ellip lồng vào nhau xung quanh gốc tọa độ.
Thông thường thì các sơ đồ pha sẽ cho thấy rằng đa số các quỹ đạo trạng thái sẽ quấn quanh và tiến đến một giới hạn chung nào đó. Hệ thống này cuối cùng sẽ có một chuyển động giống nhau cho tất cả các trạng thái ban đầu trong một vùng xung quanh chuyển động, như thể như là hệ thống bị hút vào đó. Một chuyển động thu hút như vậy được gọi là một vùng thu hút của hệ thống và rất phổ biến cho các hệ thống có lực tiêu tán dần.

## Lý thuyết toán học
Các nhà toán học đã tìm ra nhiều cách bổ sung để đưa ra các phát biểu định lượng về lý thuyết hỗn loạn, trong đó bao gồm:
- Kích thước fractal của điểm hấp dẫn
- Số mũ Lyapunov
- Biểu đồ lặp lại
- Bản đồ Poincaré
- Sơ đồ chia đôi
- Toán tử chuyển đổi

### Cực tiểu sự phức tạp của một hệ thống hỗn loạn
Nhiều hệ đơn giản có thể tạo ra sự hỗn loạn mà không phụ thuộc vào các phương trình vi phân, ví dụ như bản đồ Logistic, là một phương trình sai phân tuyến tính có liên hệ lặp lại, mô tả sự gia tăng dân số theo thời gian
Ngay cả với hệ thống rời rạc như là ô tô tự động, có thể phụ thuộc nhiều vào những điều kiện ban đầu. Stephen Wolfram đã nghiên cứu một ô tô tự động với các tính chất này, được ông gọi là "Quy tắc 30"

## Các ví dụ khác về các hệ thống hỗn loạn
- Double pendulum
- Logistic map
- Hénon map
- Lorenz model
- Smale horseshoe
- Dynamical billiards

### Sách tham khảo có tính kỹ thuật
- Sprott, Julien Clinton (2003). Chaos and Time-Series Analysis. Nhà xuất bản Đại học Oxford. ISBN 0-19-850840-9.
- Moon, Francis (1990). Chaotic and Fractal Dynamics. Springer-Verlag New York, LLC. ISBN 0-471-54571-6.
- Gutzwiller, Martin (1990). Chaos in Classical and Quantum Mechanics. Springer-Verlag New York, LLC. ISBN 0-387-97173-4.
- Alligood, K. T. (1997). Chaos: an introduction to dynamical systems. Springer-Verlag New York, LLC. ISBN 0-387-94677-2.
- Gollub, J. P.; Baker, G. L. (1996). Chaotic dynamics. Nhà xuất bản Đại học Cambridge. ISBN 0-521-47685-2.
- Baker, G. L. (1996). Chaos, Scattering and Statistical Mechanics. Nhà xuất bản Đại học Cambridge. ISBN 0-521-39511-9.
- Strogatz, Steven (2000). Nonlinear Dynamics and Chaos. Perseus Publishing. ISBN 0-7382-0453-6.
- Kiel, L. Douglas; Elliott, Euel W. (1997). Chaos Theory in the Social Sciences. Perseus Publishing. ISBN 0-472-08472-0.
- "Wave Propagation in Ray-Chaotic Enclosures: Paradigms, Oddities and Examples", Vincenzo Galdi, et. al., IEEE Antennas and Propagation Magazine, tháng 2 năm 2005, p. 62

### Các sách phổ thông ít có tính kỹ thuật
- The Beauty of Fractals, by H.-O. Peitgen and P.H. Richter
- Chance and Chaos, by David Ruelle
- Computers, Pattern, Chaos, and Beauty, by Clifford A. Pickover
- Fractals, by Hans Lauwerier
- Fractals Everywhere, by Michael Barnsley
- Order Out of Chaos, by Ilya Prigogine and Isabelle Stengers
- Chaos and Life, by Richard J Bird
- Does God Play Dice?, by Ian Stewart
- The Science of Fractal Images, by Heinz-Otto Peitgen and Dietmar Saupe, Eds.
- Explaining Chaos, by Peter Smith
- Chaos, by James Gleick
- Complexity, by M. Mitchell Waldrop
- Chaos, Fractals and Self-organisation, by Arvind Kumar
- Chaotic Evolution and Strange Attractors, by David Ruelle
- Sync: The emerging science of spontaneous order, by Steven Strogatz
- The Essence of Chaos, by Edward Lorenz
- Deep Simplicity, by John Gribbin

### Phim ảnh
- Ian Malcolm, a character from the movie and book Jurassic Park, was a chaos theory mathematician.